# Euglena gracilis
Euglena gracilis è una specie appartenente al genere Euglena, composto da protozoi unicellulari flagellati. L'habitat tipico sono gli stagni e le pozze d'acqua. È largamente impiegata nelle ricerche scientifiche, perché è in grado di reagire agli stimoli luminosi.

## Descrizione
La membrana cellulare di natura glicoproteica è molto flessibile, visto che la cellula cambia forma in base anche agli stimoli ricevuti. Infatti il corpo può assumere una forma sottile e lanceolata dalla lunghezza massima di 100 µm, ma anche quella di una sfera dal diametro di 20 µm. L'Euglena gracilis è dotata di due flagelli, ma in genere solo uno di questi fuoriesce dal reservoir e può pertanto essere definito emergente. Il reservoir (o tasca), che ospita i due flagelli, è localizzato sull'estremità anteriore. Il flagello emergente ha funzione locomotoria e presenta mastigonemi.

## Biologia

### Locomozione
Nella tasca c'è una macula fotorecettrice, al di sopra della quale si trova una struttura ricca di pigmenti (stigma), che forse è anch'essa implicata nel processo di percezione della luce. Grazie a questa macula la cellula è in grado di muoversi verso la luce per favorire il processo di fotosintesi clorofilliana. Secondo alcune ipotesi, la massa sarebbe distribuita asimmetricamente nella cellula (il nucleo sta generalmente nella parte inferiore) e ciò ne determinerebbe l'orientamento all'interno dell'acqua. Successivamente si è invece supposta l'esistenza di un gravirecettore che agirebbe mediante canali ionici sull'allineamento, che tra l'altro muta a seconda dell'età dell'organismo.

### Alimentazione
Essendo dotato di cloroplasto, è in grado di svolgere la fotosintesi clorofilliana. Tuttavia, se viene posto al buio ed a contatto con fonti di carbonio organico, è in grado di digerire i propri nutrienti, anche grazie ad un vacuolo contrattile che conserva enzimi oltre ad avere una funzione osmoregolatrice. Non solo il differenziamento dei proplastidi in cloroplasti dipende dalla presenza di luce, ma la cellula è in grado di ritrasformare questi ultimi in proplastidi per comportarsi come un organismo eterotrofo.